# کلودیو آبادو
کلودیو آبادو (زادهٔ ۲۶ ژوئن ۱۹۳۳ – درگذشتهٔ ۲۰ ژانویهٔ ۲۰۱۴) رهبر ارکستر برجستهٔ ایتالیایی بود.

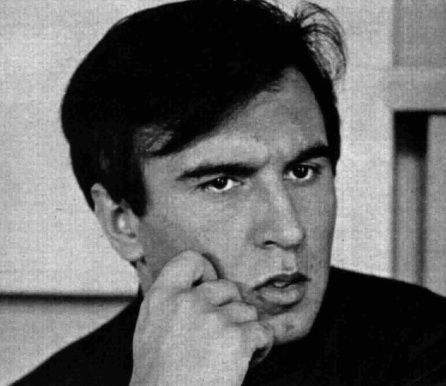
کلودیود آبادو ۱۹۶۵

## زندگی‌نامه
فراگیری دروس پیانو را در کنسرواتوار میلان نزد پدرش میکلانجلو آبادو فراگرفت. همچنین نزد هانس سواروفسکی در آکادمی موسیقی وین رهبری ارکستر را فراگرفت. از سال ۱۹۶۰ با لا اسکالای میلان به همکاری پرداخت و به عنوان مدیر هنری از سال ۱۹۶۸ تا ۱۹۸۶ به فعالیت پرداخت. از فعالیتهای او در لا اسکالا اجرای آثار برجستهٔ اپرای معاصر در کنار رپرتوار سنتی ایتالیایی بود. از جمله اختصاص سری کنسرت‌هایی به آثار آلبان برگ و مودست موسورگسکی. همچنین در زمان فعالیتش در لا اسکالا، ارکستر دلا اسکالا را برای اجرای رپرتوار ارکستری در کنسرت پایه‌گذاری کرد.

### ارکستر فیلارمونیک برلین
در ۱۹۶۶ به عنوان رهبر با ارکستر فیلارمونیک برلین همکاری کرد که حاصل آن ایجاد ارتباط ویژهٔ هنری بین او و ارکستر بود که منجر به انتخاب شدن او به عنوان رهبر اصلی ارکستر در سال ۱۹۸۹ گردید. وی در اجراهای فیلارمونیک برلین از آثار موسیقی معاصر به موازات آثار موسیقی کلاسیک و رمانتیک استفاده می‌کرد.

### فعالیت در وین
در ۱۹۶۵ برای اولین بار ارکستر فیلارمونیک وین را در فستیوال زالتسبورگ رهبری کرد. همچنین به عنوان مدیر موسیقی اپرای دولتی وین (۱۹۸۶–۱۹۹۱)انتخاب شد، از اجراهای شاخص آن زمان باید به آثار موسورگسکی (Boris Godunov)، شوبرت (Fierrabras)و روسینی (Il viaggio a Reims) اشاره کرد. در سال ۱۹۸۷ به عنوان مدیر کل موسیقی شهر وین منصوب شد و در ۱۹۸۸ فستیوال
موسیقی مدرن وین را پایه گذاشت که هرساله با کارگردانی وی برگزار می‌شود.
.

### رهبر میهمان
وی به عنوان رهبر میهمان با ارکسترهای متعددی همکاری داشته‌است. از آن جمله می‌توان به همکاری او با ارکستر جوانان سیمون بولیوار ونزوئلا (SBYOV) در سال ۲۰۰۵ در کاراکاس و هاوانا اشاره کرد. ارکستری که ۳۰ سال پیش به همت خوزه آبرئو تشکیل شد و نوازندگان آن را جوانانی از خانواده‌های فقیر تشکیل می‌دهند که به همت این ارکستر امکانات آموزش و نوازندگی آنان در سطح حرفه‌ای فراهم شده‌است.

### ضبطها

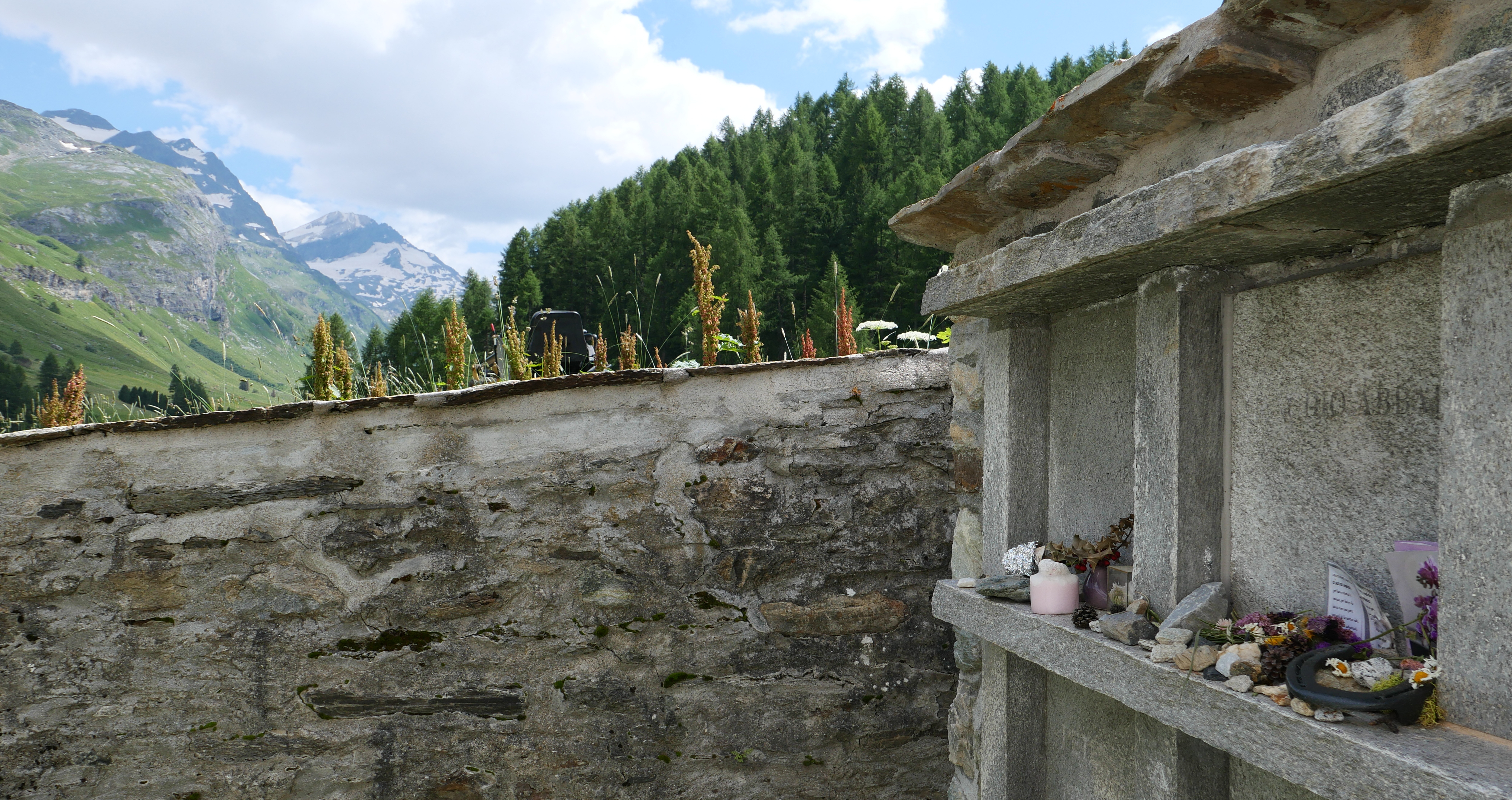
قبر کوزه در سال 2024

ضبطهای وی شامل آثار بزرگ سمفونیک بتهوون، شوبرت، مندلسون، برامس، چایکوفسکی، مالر، راول، پروکفیف و اپراهای موتسارت، روسینی، وردی و واگنر است. در سال ۲۰۰۰ سری کامل سمفونیهای بتهوون را که با ارکستر فیلارمونیک برلین ضبط کرده بود منتشر کرد. در زمینهٔ ضبط با کمپانیهای معتبری چون دویچه گراموفون، EMI Classics, Sony Classics همکاری داشته‌است. ضبطهای او جوائز متعددی برده‌اند که از آن جمله می‌توان به: گرمی، دیاپازون طلایی، جایزهٔ رکورد آکادمی، استلای طلایی و… اشاره کرد.

### مرگ
در 20 ژانویه 2014، کلودیو آبادو پس از مبارزه طولانی با سرطان در سن هشتاد سالگی در بولونیا درگذشت. بقایای او سوزانده شد و یک کوزه با مقداری از خاکستر او در قبرستان کلیسای کوهستانی فکس کراستا، که قدمت آن به قرن پانزدهم در دره فکس بازمی‌گردد، دفن شد. این مکان متعلق به شهرداری زیلس، روستایی در کانتون سوئیس کانتون گراوبوندن است که کلودیو ابادو در آن خانه ای برای تعطیلات داشت.

### جوایز و عناوین
- جایزهٔ استاندارد اپرا (برای اجرای بوریس گودونوف در کاونت گاردن)
- لژیون دونور از وزارت فرهنگ فرانسه
- Gran Croce، بالاترین نشان افتخار ایتالیا
- Bundesverdienstkreuz، بالاترین نشان افتخار غیرنظامی آلمان (۱۹۹۲)
- حلقهٔ افتخار از فیلارمونیک وین (۱۹۷۳)
- نیکلای طلایی از فیلارمونیک وین (۱۹۸۰)
- مدال طلا از انجمن بین‌المللی گوستاو مالر
- جایزهٔ بین‌المللی موسیقی ارنست فون زیمنس (معتبرترین جایزهٔ موسیقی آلمان) (۱۹۹۴)[۱]
- مدال طلا از رویال فیلارمونیک لندن (۲۰۰۳)
- انتخاب به عنوان رهبر سال از طرف مطبوعات آلمان
- دریافت معتبرترین جایزهٔ دولتی Das Grosse verdienskreuz mit stern از رئیس‌جمهور آلمان (به علت خدمات شایان به هنر در برلین)[۲]